# ABViewer
ABViewer est un logiciel multifonctionnel pour le travail avec les fichiers DWG, DXF, PLT, STEP, IGES, STL et d’autres formats de CAO 2D et 3D Donc, l’utilisateur peut créer et modifier des dessins ainsi que les enregistrer sous AutoCAD DWG/DXF, PDF, JPG et sous les autres formats vectoriels et raster.
ABViewer a été développé en 2003 par CADSoftTools. Depuis ce temps-là le logiciel a été traduit en plus de 30 langues et maintenant il prend en charge plus de 50 formats 2D/3D vectoriels et raster.

## Historique
La première version d’ABViewer a présenté une visionneuse qui permet non seulement de fusionner les fichiers de CAO, de stocker les images BMP et EMF sur le presse-papiers, mais aussi d’imprimer un groupe de fichiers. Au début le logiciel a pris en charge 20 langues et il était disponible dans deux éditions : Standard et Professional. En 2007 ABViewer n’était plus une simple visionneuse, il est devenu un outil pour visionner, modifier et convertir des fichiers. L’application avait un ensemble d’outils d’un éditeur professionnel et d’opérations prises en charge, qu’on utilise dans la conception et pendant le travail sur un projet. Comme un convertisseur, ABViewer a rendu possible la conversion de plusieurs pièces sélectionnées d’une image.

## Fonctionnalités

### La visionneuse
ABViewer permet de visionner des dessins 2D et 3D. Il prend en charge le travail avec les calques et les présentations de dessin : c'est-à-dire effectuer un zoom, pivoter des modèles 3D, changer la vue et le mode d’affichage d’un dessin. De plus, les utilisateurs peuvent s’orienter dans les fichiers par appeler la boîte de dialogue Miniatures. Il est possible de masquer/afficher textes et dimensions autant que mesurer les dessins (tant au mode 2D que dans le mode 3D). Non seulement le logiciel affiche les dessins, mais aussi il donne l’accès aux propriétés de dessin et à sa structure. Il est également possible de créer des vues en coupe de modèles 3D.

### L’éditeur
Le mode Éditeur fait possible pour les utilisateurs de créer un dessin à partir de rien et aussi de modifier des dessins chargés. ABViewer offre un grand nombre d’outils pour travailler avec les dessins de CAO : les outils à dessiner (utilisés pour ajouter des entités) ; les outils de modification (pour le travail avec les dessins créés) ; les modes d’accrochage différents ; le travail avec des blocs et références externes.

### L’enregistrement et l’impression
ABViewer a les fonctions de l’enregistrement et de l’impression : sauvegarder des dessins sous les formats vectoriels et raster ; l’enregistrement de dessins DWG/DXF sous G-code ; les paramètres d’impression étendus (l’impression sur plusieurs feuilles, l’aperçu avant impression, paramètres de tracé). De plus, il y a des opérations par lots : la conversion par lots et l’impression par lots (l'impression du lot de fichiers par les périphériques d'impression).

### Les fonctions étendues
ABViewer aussi fournit les fonctions supplémentaires pour travailler avec les dessins : la conversion de dessins PDF en fichiers DWG modifiables, le mode Redline pour ajouter des annotations au dessin, la comparaison de changements de fichiers DWG/DXF, le géoréférencement, le travail via la ligne de commande, la prise en charge de LISP et XML.

## Formats pris en charge
ABViewer permet d’ouvrir plus de 50 formats 2D vectoriels et raster et les formats 3D suivants, :
| Type               | Format de fichier |
| ------------------ | --- |
| Formats de CAO     | AutoCAD DWG (toutes les versions de 2.5 à 2018 inclus), DXF ASCII/BINARY (toutes les versions), DWT, DWF, DXT |
| Formats 3D         | 3DS, SAT, STL, IGES, STEP, OBJ, X_T, X_B, SLDPRT, SLDASM, FSAT, SAB, SMT, IPT, IFC, GTS, TIN, ASE, B3D, GLM, GLX, GLA, LMTS, LWO, NURBS, NMF, OCT, PLY, VRML, MDC, MD2, MD3, MD5, SMD, BSP |
| Formats vectoriels | WMF, EMF, PDF, CGM, SVG, SVGZ, EPS, PS, Hewlett-Packard HPGL (PLT, HGL, HG, HPG, PLO, HP, HP1, HP2, HP3, HPGL, HPGL2, HPP, GL, GL2, PRN, SPL, RTL, PCL) |
| Formats raster     | GED, RLA, RPF, CEL, PIC, CAL, CG4, GP4, GIF, CUT, PAL, DDS, FAX, HDR, IFF, ICO, EXR, IMB, JPG, JPEG, J2K, J2C, JNG, JP2, KOA, PCT, PICT, MNG, PSP, PCD, PSD, PDD, PNG, PPM, PGM, PBM, RAW, G3, BW, RGB, RGBA, SGI, RAS, TIF, TIFF, TGA, VST, ICB, VDA, WIN, BMP, RLE, DIB, WAP, WBMP, WBM, XBM, XPM, PCX |

Le logiciel prend en charge les dessins zippé aussi: ZIP, 7z, RAR, CAB, BZIP, TAR.

## Éditions
ABViewer est présenté dans trois éditions : Standard, Professional et Enterprise. Les fonctions disponibles varient de la version de la licence achetée.
- ABViewer Standard représente une simple édition de l’application pour visionner les fichiers de CAO. Cette édition permet de visualiser et convertir des fichiers 2D aussi que les imprimer (y compris l’impression sur plusieurs feuilles).
- ABViewer Professional offre une visionneuse et un éditeur de CAO en toute fonctionnalités. À la différence de la fonctionnalité décrite dans l’édition Standard, cette version inclut la visionneuse et le convertisseur de modèles 3D, l’éditeur 2D, le convertisseur DWG/DXF en G-code et le mode Redline où il est possible d’ajouter de notes et des annotations au dessin sans modifier le dessin original.
- ABViewer Enterprise est une version complète du logiciel avec les fonctions supplémentaires. Les fonctions étendues sont : le convertisseur PDF en DWG, la comparaison de fichiers et les opérations par lots pour un groupe de fichiers :  la conversion par lots et l’impression par lots.

## Langues
ABViewer est traduit complètement en langues suivantes : l'anglais, le français, l'allemand, l'hébreu, le portugais, le hollandais, le hongrois, le chinois, le finnois, l'italien, le russe, le tchèque  et l'espagnol. La documentation et le système d’aide détaillé d’ABViewer sont fournis en anglais, allemand, français et russe.